# Политички аналитичар
Политички аналитичар је аналитичар и коментатор политичких и друштвених збивања у земљи и свету.
Најчешће су политички аналитичари људи политиколошког, социолошког, филозофског, историчарског, правничког, економског или журналистичког образовног профила. Политички аналитичар се креће између академских, медијских и политичких кругова. Осим познавања различитих друштвених и политичких теорија, политички аналитичар мора да познаје конкретне актере политичког живота и медијску сцену, као и геополитичке околности у којима се његова земља, регион и свет налазе. Често су политички аналитичари заправо софистицирани заговорници одређених политичких опција и интересних група, радећи као колумнисти у штампи или коментатори одређених медијских кућа.